# Viola chassanica
Viola chassanica är en violväxtart som beskrevs av R.I. Korkishko. Viola chassanica ingår i släktet violer, och familjen violväxter. Inga underarter finns listade i Catalogue of Life.